# Librea

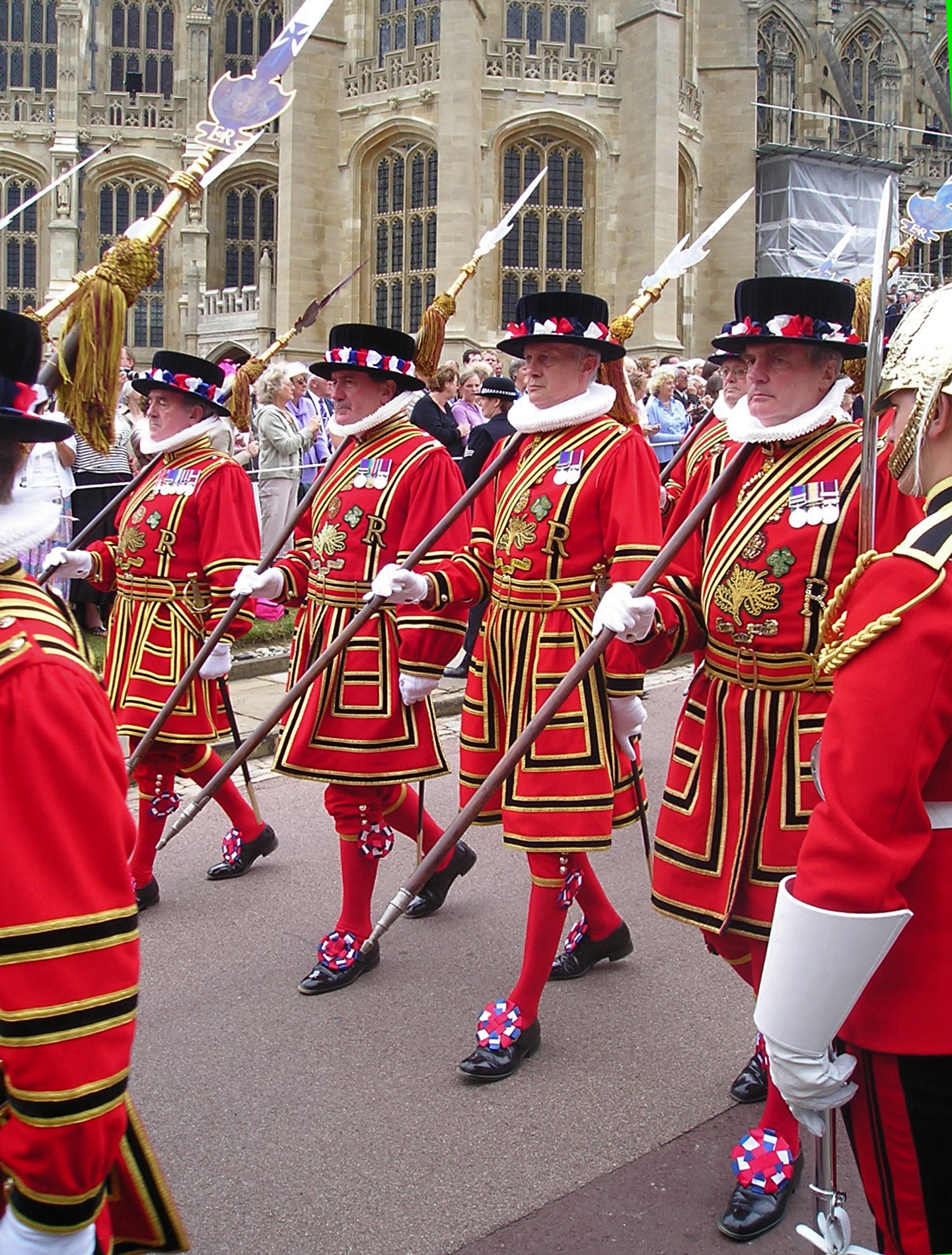
Libreas de los Beefeaters de la Torre de Londres.

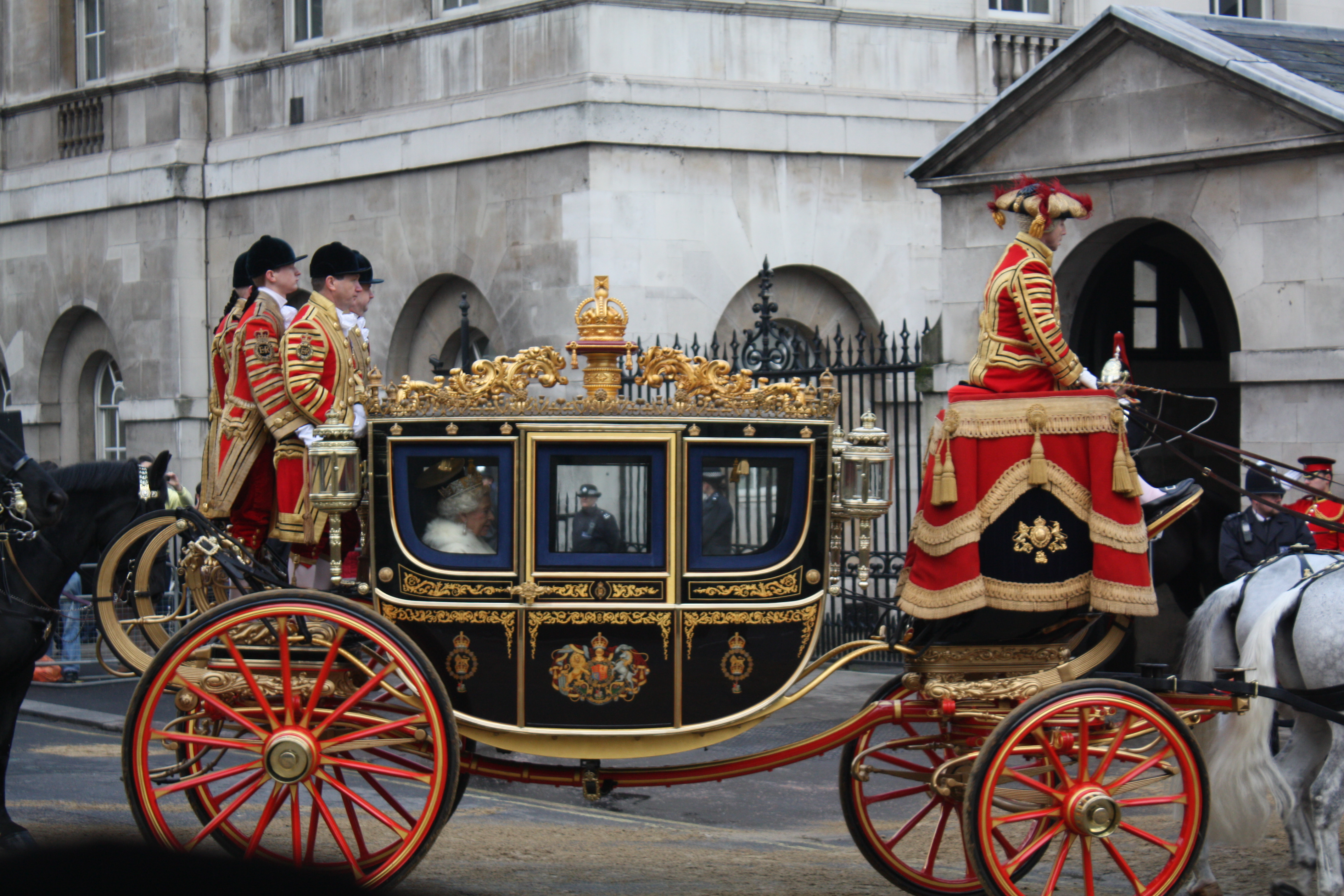
Libreas oficiales de la Casa de Windsor.

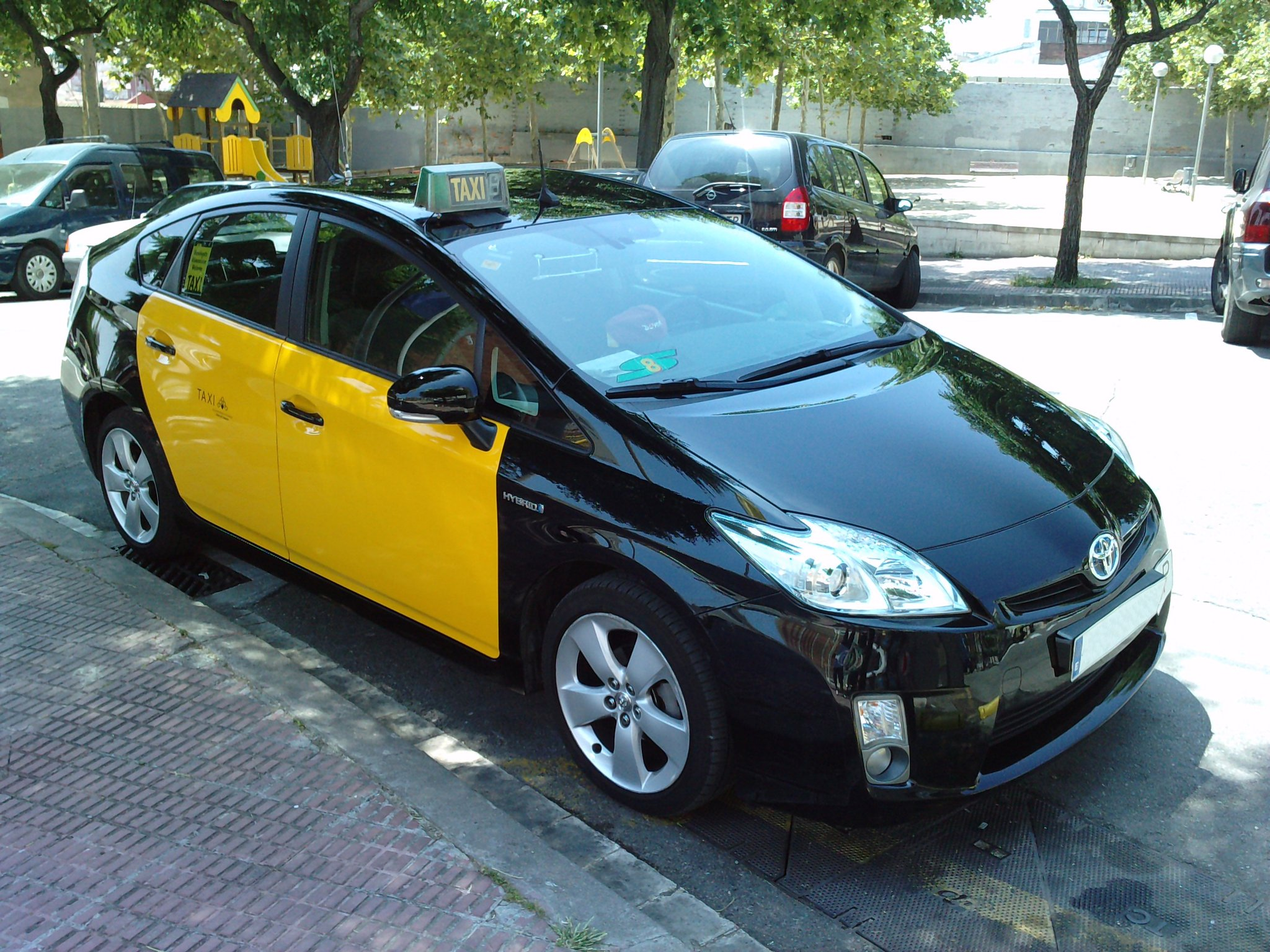
Librea de los taxis de Barcelona.

Aviones con libreas Pokémon de All Nippon Airways.

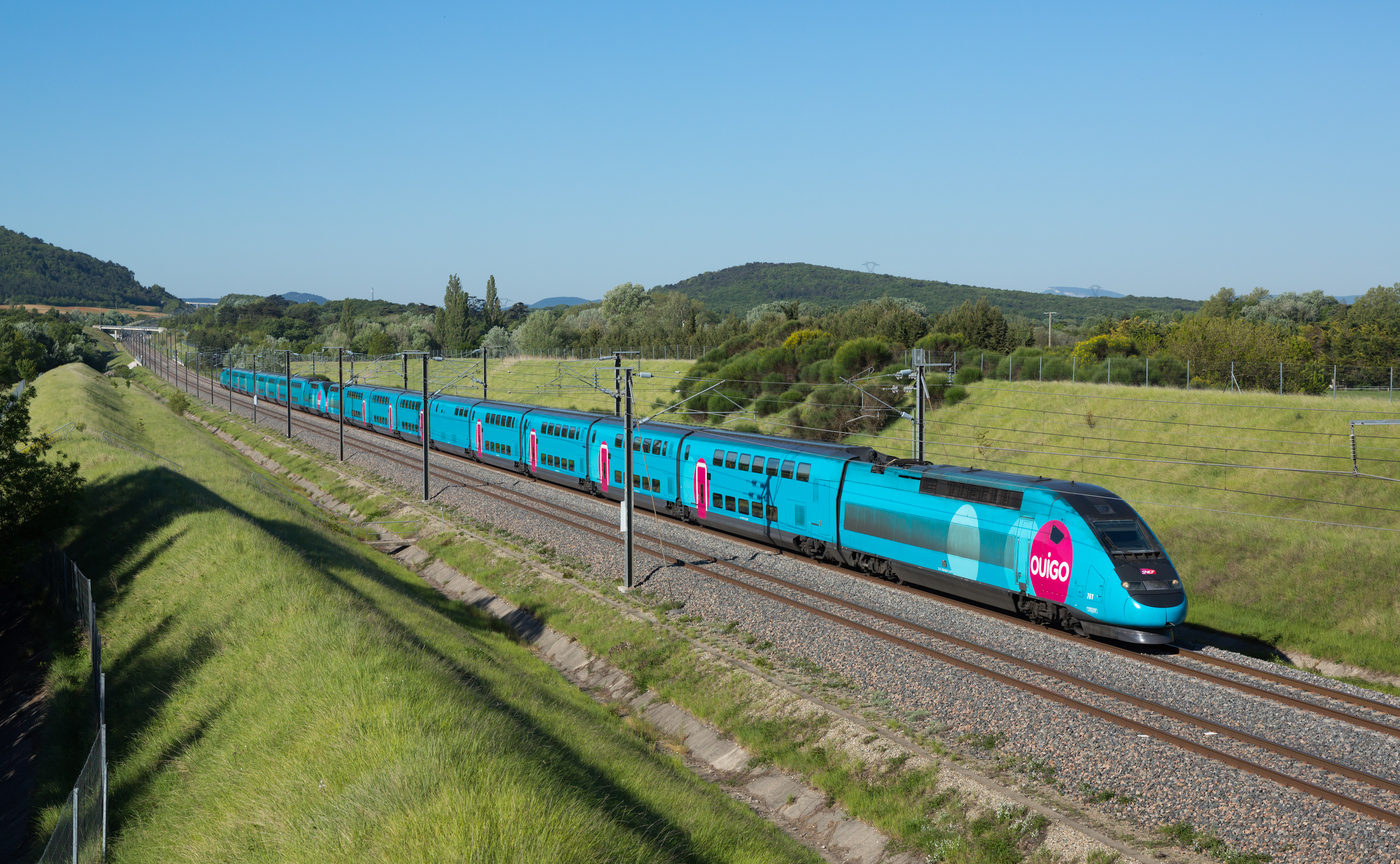
Librea de Ouigo en un tren TGV.

Librea es el diseño identificativo, como un uniforme, ornamento o insignia, que indica propiedad o afiliación, normalmente utilizado en personas o vehículos. A menudo incluye elementos heráldicos correspondientes al individuo o institución que representa en los atuendos, como levitas y casacas, de las personas que sirven a ese noble u organización.

## Etimología
Según Aubin Louis Millin de Grandmaison, antiguamente los reyes y príncipes solían hacer algunos regalos en ciertos días del año, como por Pascua y Navidad a sus criados o pajes y demás personas allegadas, según sus rangos y preferencia que consistían principalmente en alguna joya, distintivo de favor, regalía, ligas, fajas, bandoleras, tocas, etc. en el vestido como seña e incluso ropas y vestidos o tejido para vestir a los cuales se les daba el nombre de livrée, del verbo livrer, librar o entregar, voz que se conservó para indicar, por tanto, vestidos que los príncipes, señores y alguna otras personas, daban a sus familias y criados, por lo común, uniforme y con distinciones.
Otros dan diferente origen a la librea y atribuyen su invención al uso establecido en los torneos, en donde cada partido se presentaba adornado con colores diferentes (se ha creído asimismo que esto dio la idea de los uniformes militares).
Por tanto, vestido uniforme que sacaban las cuadrillas de caballeros en los festejos públicos.

### Citas históricas
...mandó que las libreas de los lacayos, lacayuelos, laques ó volantes, cocheros y mozos de silla, no se puedan traer de ningún género que no sea paño (Pragmática de trajes de 1723)
En Zaragoza, en el año 1761, en la imprenta del Rey, Carlos III (1716-1788), se imprimió una pragmática que se titula así: Pragmática que su Majestad ha mandado promulgar revalidando las anteriores, en que se prohíbe el uso de armas blancas.....y que los cocheros, lacayos y cualquier criado de librea, no pueden traer a la cinta espada, sable ni otra arma blanca bajo las penas que en ellas se imponen (derecho y legislación de armas en España, siglo XVIII). 
Seguían a los reyes y a los grandes gran número de ballesteros y halconeros, con muchedumbres de perros y neblies; aquéllos adornados con galanas libreas, y éstos con ricos collares y capirotes (Gaspar Melchor de Jovellanos)
Los de Granada salieron
Todos en gran camarada
Galanes á maravilla
Con libreas encarnadas, etc.

## Uso moderno
Partiendo de su origen como vestido con colores y adornos distintivos, el término se aplica actualmente también al diseño corporativo de vehículos, como automóviles, aeronaves o trenes.